# SCUM Manifesto
SCUM Manifesto je radikálně feministický manifest, který napsala Valerie Solanasová, a který poprvé vyšel v roce 1967. Autorka v něm tvrdí, že muži zničili svět a je na ženách, aby jej opravily. K dosažení tohoto cíle navrhuje založit organizaci SCUM, zaměřenou na svržení společnosti a eliminaci mužského pohlaví. Manifest často býval označován za satiru nebo parodii, zejména kvůli paralelám s Freudovou teorií ženskosti. Manifest se v originále dočkal řady vydání a byl přeložen do několika dalších jazyků, včetně češtiny (Votobia, 1998). Výraz „SCUM“ se na obálce původního vydání (Olympia Press) objevuje jako „S.C.U.M.“ a mělo se za to, že jde o zkratku pro „Society for Cutting Up Men“ (tj. „Společnost pro rozřezávání mužů“). Sama autorka tvrdila, že nejde o zkratku (navzdory tomu, že je sama autorkou reklamy publikované ve Village Voice, v níž je „zkratka“ rozepsána). Carole Roussopoulos a Delphine Seyrig natočily krátkometrážní filmovou adaptaci manifestu (1976).